# Trilemma
Een trilemma is een toestand waarin een keuze moet worden gemaakt ofwel uit drie bezwaarlijke opties ofwel uit drie gunstige opties waarvan er op één en hetzelfde moment maar twee mogelijk zijn.
De term is afgeleid van dilemma, een toestand waarin een keuze moet worden gemaakt uit twee bezwaarlijke opties.